# Cheng Yi (Dinastia Han)
En aquest nom xinès, el cognom és Cheng.
Cheng Yi (mort el 211) va ser un general militar de la Província de Liang durant el període de la tardana Dinastia Han Oriental de la història xinesa. Ell s'uneix a la resistència contra Cao Cao a Guanzhong, i acabaria sent mort durant les fases finals de la Batalla del Pas Tong.

## En la ficció
En la novel·la històrica del Romanç dels Tres Regnes de Luo Guanzhong ell és representat com un dels Vuit Cavallers de Han Sui, uns generals militars subordinats a aquest últim. Cheng envia una divisió sota l'autoritat de Han Sui en l'atac dut a terme conjuntament amb Ma Chao a Chang'an. Quan Ma Chao i Han Sui decideixen llançar un atac nocturn al campament enemic de Cao Cao, Cheng Yi és també enviat. Cheng penetra en les línies enemigues però acaba sent emboscat per les tropes de Cao. Sent acompanyat per només trenta homes és mort per Xiahou Yuan.